# Rosa do deserto com espinhos

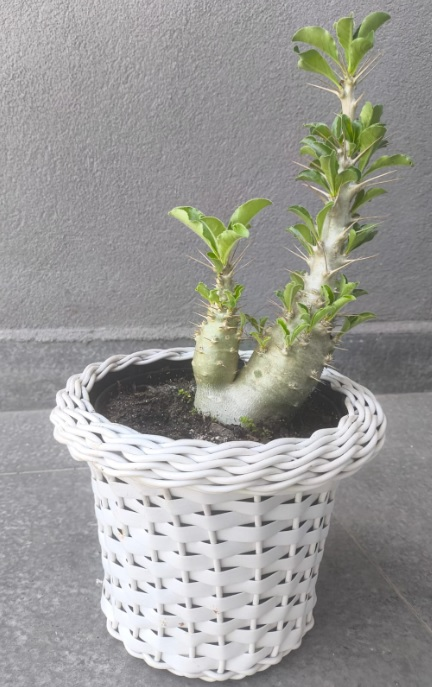
Pachypodium saundersii plantada em um vaso decorativo.

A Pachypodium saundersii, popularmente conhecida como rosa do deserto com espinhos ou rosa do deserto espinhosa, é uma espécie de planta suculenta pertencente ao gênero Pachypodium, na família Apocynaceae. Nativa das regiões áridas da África do Sul e do sul de Madagascar, essa espécie singular tem conquistado cada vez mais admiradores de plantas ornamentais em todo o  mundo, principalmente em decorrência de sua beleza exótica e rusticidade.
Apresentando caudex robusto e ramificações repletas de espinhos, o Pachypodium saundersii apresenta uma aparência que lembra uma pequena árvore em miniatura. Suas folhas verde-escuras, brilhantes e dispostas em rosetas nas extremidades dos ramos, contrastam com o tronco cinzento e espinhoso, conferindo à planta um visual marcante e característico.

## Denominação
Seu nome científico é uma homenagem a Charles James Renault Saunders, um colecionador de plantas sul-africano, que contribuiu significativamente para o estudo da flora da região.

## Características
Além de sua beleza ornamental, a Pachypodium saundersii possui uma série de adaptações que lhe permitem sobreviver em ambientes áridos e desafiadores, como a capacidade de armazenar água em seu caudex e a presença de uma densa camada de espinhos que a protege de animais herbívoros.

### Caudex:
Seu volumoso caudex é a característica mais marcante do Pachypodium saundersii. Ele é geralmente globoso ou cilíndrico, podendo atingir dimensões consideráveis com o passar dos anos. Esta estrutura atua como órgão de armazenamento de água, permitindo que a planta sobreviva a longos períodos de seca. A superfície do caudex é coberta por uma casca espessa e lenhosa, que pode apresentar fissuras com o tempo.

### Ramos:
A ramificação ocorre a partir do ápice do caudex, formando uma copa irregular. Tais ramos são densamente cobertos por espinhos afiados, que servem como mecanismo de defesa contra a fauna herbívora e auxiliam na redução da perda de água por evapotranspiração.

### Folhas:
Suas folhas são dispostas em rosetas nas extremidades dos ramos. De tonalidade verde intenso e brilhante, com nervura central proeminente, suas folhas apresentam formas simples, geralmente lanceoladas ou elípticas, com margens inteiras.
O Pachypodium saundersii é uma planta caducifólia, ou seja, perde suas folhas durante a estação seca para reduzir a perda de água.

### Flores e frutos:
As flores são tubulares, com pétalas brancas ou levemente rosadas e surgem em inflorescências terminais, agrupadas em um número variável de flores. Apresentam tamanhos relativamente grandes em comparação com o restante da planta.
A floração ocorre geralmente na primavera ou no verão, mas pode variar dependendo das condições climáticas.  Após a polinização, as flores dão origem a frutos alongados e verdes, que se abrem quando maduros liberando pequenas sementes leves e aladas, o que facilita sua dispersão pelo vento.

## Cuidados essenciais
A rosa do deserto com espinhos apresenta significativa longevidade, podendo viver por décadas quando mantida em condições adequadas. Seu florescimento só começa a ocorrer quando a planta atinge entre 4 a 5 anos de idade.
Este vegetal aprecia bastante a incidência de luz solar direta, mas deve ser evitada a exposição prolongada durante as horas mais quentes do dia. Em relação às temperaturas, pode facilmente tolerar episódios duradouros de calor elevado, mas não reage bem ao frio intenso. 
As regas devem ocorrer de forma moderada, evitando o encharcamento do solo. É importante permitir que o substrato seque completamente entre as regas, uma vez que  o excesso de água pode levar ao apodrecimento das raízes.
Para melhor desenvolvimento quando plantada em vasos, deve-se utilizar um substrato bem drenado, rico em matéria orgânica e com bastante porosidade. A adubação deve ocorrer durante a primavera e o verão, utilizando fertilizantes específicos para cactos e suculentas, os quais contém micronutrientes essenciais para o desenvolvimento desta planta. 

## Toxicidade
Todas as partes da Pachypodium saundersii são consideradas tóxicas aos humanos e animais domésticos. Portanto deve se tomar o cuidado de evitar que crianças e animais de estimação tenham acesso a essa planta.
A toxicidade deste vegetal está relacionada à presença de compostos químicos em sua seiva e em seus tecidos. Assim como ocorre em muitas outras plantas suculentas, a rosa do deserto espinhosa apresenta seiva com potencial de  causar irritação na pele e mucosas se entrar em contato com elas.

### Riscos
A ingestão de qualquer parte da planta pode causar intoxicação, com a presença de diversos sintomas gástricos, incluindo náuseas, vômitos e diarreia. O contato com a seiva pode causar irritação, vermelhidão e coceira.  Adicionalmente, o contato direto de sua seiva com os olhos pode levar a irritação e danos à córnea, causando prejuízos permanentes à visão.